# Forest (Virginia)
Forest è un census-designated place (CDP) degli Stati Uniti d'America, situato nello stato della Virginia, diviso tra la contea di Bedford e la contea di Campbell.